# Noijin Kangsang
Noijin Kangsang (en xinès: 宁金抗沙峰, també Norin Kang o Noijinkangsang) és una muntanya de la Lhagoi Kangri, una serralada secundària de l'Himàlaia que es troba al Tibet. Amb 7.206 msnm és la 105a muntanya més alta de la Terra. Es troba entre el riu Yarlung Tsangpo (al nord), el llac Yamdrok (a l'est) i l'Himàlaia (al sud).
La primera ascensió va tenir lloc el 28 d'abril de 1986 per la cara sud i l'aresta sud-oest per una expedició xinesa.